# Корчина
Корчина (пол. Korczyna) — село-центр однойменної гміни Кросненського повіту в Підкарпатському воєводстві Польщі. Населення — 6034 особи (2011).

## Історія
Перша писемна згадка про населений пункт із початковою назвою Коткенгау (нім. Kotkenhau) датована 1392 роком: король Владислав II Ягайло населеному пункту надав локаційне право. Село було закладене саксонськими емігрантами-глухонімцями на магдебурзькому праві. Науковці перекладають назву як «красиві болота» (Kothschoen). Щоправда околиці села лісисті, а болота були дещо далі на північ поруч із селом таких же німецьких поселенців під назвою Пальверзее (нім. Palversee).
У 1397 році село стало власністю Климента Москаревського, наприкінці XVI століття — Северина Бонера, а після нього — родини Фірлеїв та Сципіонів. Після одруження Магдалени Сципіонової власниками Корчини стала родина Яблоновський. Донька Яна Яблоновського Софія Скарбек після розлучення з графом Станіславом Скарбеком у коричинському костелі 8 червня 1826 року обвінчалася зі славетним польським драматургом Александером Фредром. Донька подружжя, також Софія і її чоловік Ян Шептицький стали батьками майбутнього глави УКЦ Андрея Шептицького.
З 1882 року у Корчині працювало «Товариство ткачів», яке об'єднало 1000 працівників, з 1887 року засновано ткацьку школу. Якраз на межі століть, ХІХ-го і XX-го, село переживало період розквіту — виткані тут полотна були відомі у всій тодішній Польщі.
Останнім з власників Корчини був Станіслав Шептицький, генерал австрійської армії, міністр військових справ Польщі. У часи Другої світової до вибуху Варшавського повстання у корчинському маєтку Шептицького мешкав польський консервативний політик Адам Ронікер.
8 вересня 1939 року в Корчині відбувся бій поміж відділом німецьких військ 1-ї гірської дивізії генерала Кублера і бійцями 2-ї гірської бригади на чолі з полковником Александром Ставажем. Поляки у цьому бою зазнали поразки і загинули.
Німецькі окупанти відзначились жорстокістю в Корчині. У селі як центрі округи вони влаштували єврейське гетто і з 1941-го по 12 серпня 1942 року розстріляли приблизно 80 осіб, переважно жидів.
Коли у липні 1944 року в село увійшли радянські війська, селяни їх радісно прийняли. Проте за деякий час село знову зайняли німці — вони на чолі з капітаном СС Гонігом жорстоко помстилися корчинцям 29 липня за підтримку Червоної армії — розстріляли 60 осіб, не жаліючи жінок і дітей, та спалили 72 господарства.
У 1975—1998 роках село належало до Кросненського воєводства.

### Сучасність
2009 року відбувся референдум щодо повернення Корчині статусу міста. У ньому взяли участь близько 35 % виборців, а повернення статусу підтримали 71 %.
У 1975—1998 роках село належало до Кросненського воєводства.

## Демографія
Демографічна структура станом на 31 березня 2011 року:
|          | Загалом | Допрацездатний вік | Працездатний вік | Постпрацездатний вік |
| -------- | ------- | ------------------ | ---------------- | -------------------- |
| Чоловіки | 2939    | 620                | 2003             | 316                  |
| Жінки    | 3095    | 589                | 1799             | 707                  |
| Разом    | 6034    | 1209               | 3802             | 1023                 |

## Пам'ятки
- Природний резерват Прядки
- Водоспад Три Води
- Руїни замку Кам'янець — він був прообразом замку Чесніка і Реєнта в комедії Фредро